# Meoto Iwa
Meoto Iwa (夫婦岩) són un parell de farallons rocosos al mar enfront de Futami, a la prefectura de Mie (Japó). Estan unides per un shimenawa (una pesada soga de palla d'arròs) i són considerades sagrades pels fidels del proper jinja Futami Okitama.
En el xintoisme, les roques representen la unió del creador de kami, Izanami. Les roques celebren la unió en matrimoni de l'home i la dona. El faralló més gran mesura 9 metres d'altura, mentre que el més petit te 3,6 metres. La corda, que pesa més d'una tona i mesura uns 35 metres, ha de ser substituïda diverses vegades a l'any en una cerimònia especial. La roca de major grandària, que es diu que és masculina, té un petit torii en el seu bec.
El millor moment per veure les roques és a l'alba durant l'estiu, quan el sol sembla elevar-se entre elles. El Mont Fuji és visible desde lluny durant els dies clars. En la marea baixa, les roques no arriben a quedar separades per l'aigua.
El jinja Okitama està dedicat a la deïtat terrenal Sarutahiko Ōkami. Hi ha nombroses estàtues de granotes al voltant del temple donades pels creients. El santuari i les roques estan prop del Santuari d'Ise, el lloc més sagrat del Xintoisme.